# Jamie Uys
 Johannes Jacobus Uys (30 de mayo de 1921 – 29 de enero de 1996), más conocido como Jamie Uys, fue un director de cine sudafricano.

## Vida personal
A Uys le encantaba la vida al aire libre, y se fue del bullicio de Johannesburgo, donde vivía. Tuvo una modesta vivienda (262, Die Heide Ave) en la Playa Paraísoh, una tranquila costa a 5 km al oeste del paraíso surfista Jeffreys Bay (Provincia Oriental del Cabo). Estaba a 300 m del mar y durante años no tuvo electricidad (sólo lámparas de queroseno y luces de gas). A veces se escapaba a su retiro favorito de vacaciones, donde se le vio coleccionando especímenes de plantas, ya que era tal su afición a la botánica que tenía su propio herbario.
También era un gran constructor de modelos de aviones, en los que gastó muchas horas durante sus visitas a la Playa Paraíso.
Uys murió de un ataque al corazón en 1996 a la edad de 74 años.

## Carrera cinematográfica
Uys recibió en 1981 el Gran Premio en el Festival Internacional de Cine de Comedia Vevey por The Gods Must Be Crazy, y en 1974 recibió el premio de la Asociación de Prensa Extranjera de Hollywood al mejor documental por Beautiful People.
Las dos películas de Beautiful People eran documentales sobre la vida animal y de las plantas en Sudáfrica, Namibia, Botsuana y Zimbabue, especialmente sobre los animales del desierto. Un aspecto destacado fue sobre unos elefantes, jabalíes, monos y otros animales tambaleándose tras comer frutas de marula podridas y fermentadas.
La mejor película y la más conocida de Jamie Uys fue The Gods Must Be Crazy. En esta película se escogió a un bosquimano llamado N!xau en el papel principal. Es una comedia en la que una botella de Coca Cola, tirada desde un avión, cayó en el desierto del Kalahari y la tribu de bosquimanos la encontraron. Como era el único objeto "moderno" de su mundo, ésta dio lugar a peleas y se decidió que debía devolverse a los Dioses. Al personaje desempeñado por N!xau se le asignó la tarea de devolvérsela.
La película generó un éxito masivo en América, Japón, Europa y otros lugares, generando una secuela menos exitosa: The Gods Must Be Crazy II.
Muy pronto, Uys hizo otra película conjuntamente en el desierto del Kalahari: Lost in the Desert. Esta película narra una historia de Dirkie Hayes, un niño de 8 años, y sus esfuerzos para sobrevivir en el desierto salvarse de un accidente de avión, mientras que su padre Anton lo busca desesperadamente. Además de dirigir la película, Jamie Uys también interpreta el papel de Anton, y su hijo Wynand Uys interpreta el de Dirkie. Algunas fuentes y créditos nombran al director y actor del papel de Anton como Jamie Hayes, y el de su hijo como Dirkie Hayes; pero el reciente DVD de la película atribuye sus nombres reales.
Otras películas conocidas de Uys fue Funny People en 1978, una comedia del mismo género de Candid Camera de los Estados Unidos, poniendo a personas inocentes en situaciones embarazosas. Una de ellas es un buzón parlante, en la que un hombre dice que se ha quedado atrapado, pidiendo ayuda a los transeúntes. Cuando éste vuelve con sus amigos, el buzón "parlante" está en silencio, y sus amigos le acusan de estar borracho. La secuela, Funny People II se estrenó en 1983, y cuenta con un joven Arnold Vosloo, quien desde entonces encontró la fama en Hollywood.

## Filmografía
Hizo su debut como director de cine en 1951 con la película africana Daar doer in die bosveld. Ha dirigido 24 películas en total, entre las que se incluyen:
- Citizens of Tomorrow  (1963)
- Dingaka (1965)
- After You, Comrade (1967)
- The Professor and the Beauty Queen (1967)
- Lost in the Desert (Dirkie en la versión africana: 1969; Dirkie Lost in the Desert / Lost in the Desert en la versión inglesa: 1969/1970)
- Animals Are Beautiful People (o El paraíso viviente) (1974)
- Funny People I (1976)
- Los dioses deben estar locos (1979)
- Funny People II (1983)
- The Gods Must Be Crazy II (1989)